# Télévision Nationale d'Haïti
Télévision Nationale d'Haïti, nota anche con l'acronimo TNH, è l'ente televisivo pubblico di Haiti. Trasmette dalla capitale Port-au-Prince in francese e in creolo haitiano.

## Storia
TNH fu fondata il 23 dicembre 1979 e posta sotto la supervisione del Ministero dell'informazione.
Nel 1987 fu fusa con la radio di Stato nell'ente Radio Télévision Nationale d’Haïti. In seguito i due servizi tornarono ad essere disgiunti.
Nel 1995 passò sotto la tutela del Ministero della cultura.
Ad ottobre 2006 il governo di Jacques-Édouard Alexis sotto la presidenza di René Préval riunì nuovamente la radio e la televisione pubblica nell'ente RTNH.
L'edificio sede di TNH resistette al terremoto del 12 gennaio 2010 grazie alla sua struttura antisismica. All'indomani della catastrofe i programmi ripresero. Il 14 gennaio i giornalisti haitiani ritornarono a presentare il telegiornale in diretta.

## Ricezione

### Satellite[5]
| Satellite          | Intelsat 35e     |
| Posizione orbitale | 34.5° Ovest      |
| Bouquet            | Canal + Caraibes |
| Canali             | TNH              |
| Frequenza          | 11100 MHz        |
| Polarizzazione     | Orizzontale      |
| SR                 | 45000            |
| FEC                | 5/6              |
| Modulazione        | QPSK             |

### Digitale terrestre
TNH è diffusa in standard DVB-T SD.